# Bonevo, Dobrici
Bonevo (în bulgară Бонево, în română Coiunluchioi, în turcă Koynuköy) este un sat în comuna Tervel, regiunea Dobrici, Dobrogea de Sud, Bulgaria. 
Între anii 1913-1940 a făcut parte din plasa Curtbunar a județului Durostor, România. 

## Demografie
Componența etnică a satului Bonevo
     Turci (93,05%)
     Nicio identificare (6,94%)
     Altele (0%)
La recensământul din 2011, populația satului Bonevo era de 72 locuitori. Din punct de vedere etnic, majoritatea locuitorilor (93,05%) erau turci. Pentru 6,94% din locuitori nu este cunoscută apartenența etnică.